# Die Leucht

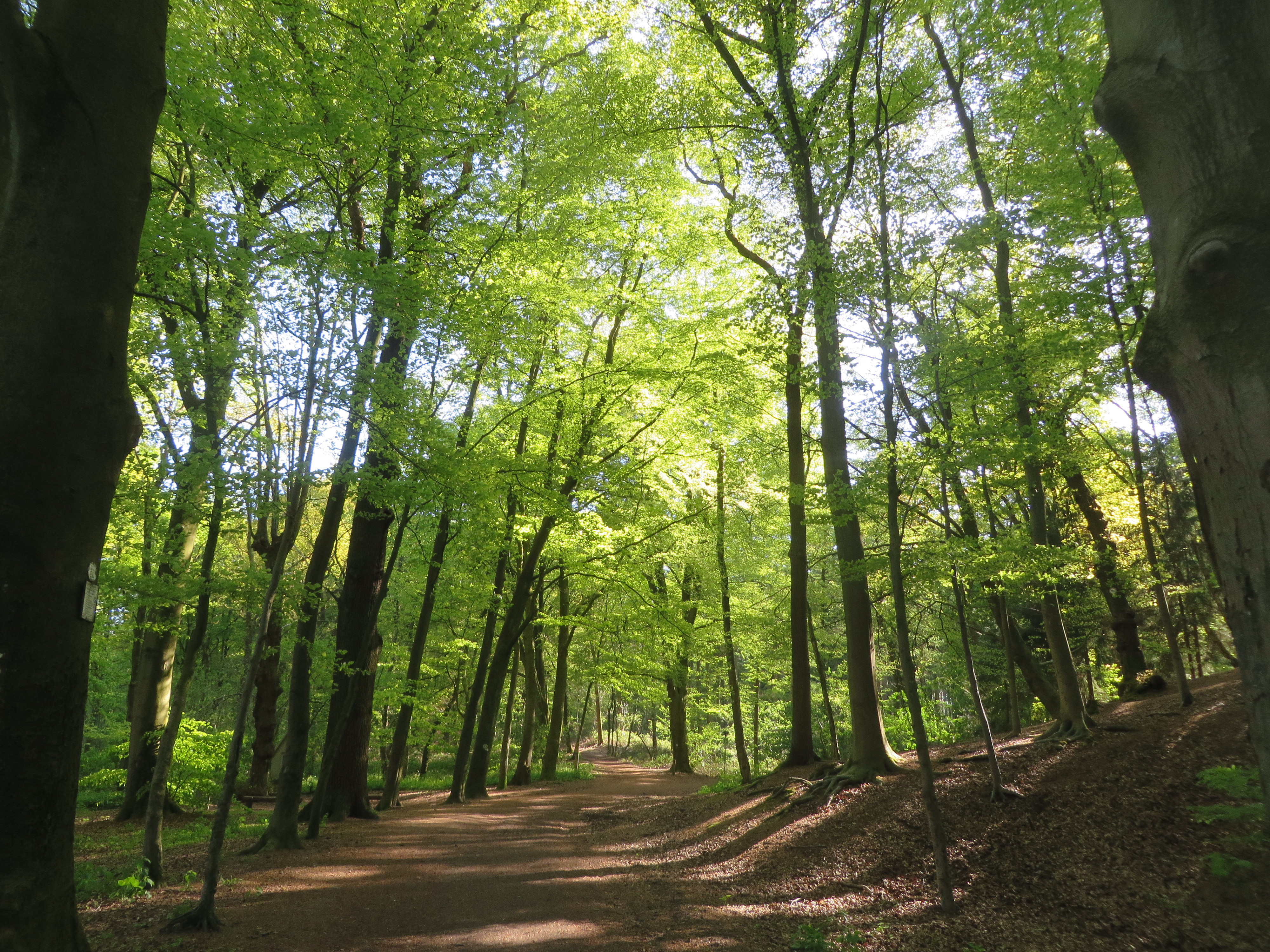
Buchenwald am Stappweg im Naturschutzgebiet Leucht

Die Leucht ist ein etwa 1.200 ha großes Waldgebiet des Regionalforstamts Niederrhein. Es liegt fast vollständig im Norden des Stadtgebietes von Kamp-Lintfort.

## Geografie
Die Leucht ist der südliche Teil der Bönninghardt, einem Teil der Niederrheinischen Höhen, die sich von Kleve bis Krefeld erstrecken. Geologisch gesehen ist die Leucht eine Stauchmoräne der Riß- oder Saale-Kaltzeit, die vor rund 250.000 bis vor 125.000 Jahren entstanden ist. Typisch für diese Moränenlandschaft ist eine relativ steile Nordostseite. Dort haben die Gletscher mit einer Eishöhe von bis zu 300 m Gesteine vor sich her geschoben. Die Südwestseite ist abgeflachter und besteht aus dem Sander. In diesem Bereich finden sich häufig Taleinschnitte, die von Bachläufen ausgewaschen wurden, die einst aus den Gletschern durch die Gletschertore gespeist wurden.
Wegen des sandigen Bodens gibt es auf der Bönninghardt nur wenige natürliche Wasserstellen. Sie entstanden während der Eiszeit, als sich durch das Gewicht riesiger Eisbrocken lehm- und tonmergelhaltiger Boden senkte und extrem verdichtet wurde. In diesen Senken bzw. Löchern sammelte sich das Niederschlagswasser. In der Leucht entstand hierdurch ein Hochmoor, das „Saure Veen“, ein Naturschutzgebiet von ca. 2ha Größe. Leider ist vor einigen Jahren durch die Bohrung von Trinkwasserbrunnen und in diesem Bereich sehr stark vorhandener Bodensenkungen durch den Steinkohlebergbau die Schicht, die das Wasser im Hochmoor gehalten hat, beschädigt worden. Dadurch ist diese Fläche ausgetrocknet und die ehemals vorhandene Fauna und Flora des Moors verschwand.

## Geschichte
Seit dem 13. Jahrhundert findet in der Leucht Forstwirtschaft statt. Schon die alten Römer führten hier großzügige Waldrodungen durch. Der Eintrieb von Viehherden in den Wald zum Zweck der Beweidung, die Nutzung der abgefallenen Blätter und Nadeln als Einstreu in den Viehställen, der immense Holzverbrauch des Schiffbaus sowie die Nutzung des Holzes als Brennstoff waren die wesentlichen Nutzungen der Leucht. Bis ins 18. Jahrhundert findet man auf historischen Karten die Leucht als ausgewiesenes Waldgebiet unter dem Namen „Lucht“. In niederländischer Sprache bedeutet dieses „Luft“ aber in der alten niederdeutschen Sprache bedeutet es Heuboden, was auch zur landschaftlichen Nutzung der Moränen, auch aus Beschreibung diverser anderer Quellen, bis fast in die heutige Zeit passt. In Dokumenten der Gemeinde Alpen wird die „Hei“ (Heide), nach immer noch gängig mundartlichem Sprachgebrauch für den Ortsteil Bönninghardt, als Kuhweide bezeichnet – Ackerbau war nicht zu betreiben.
Der älteste Hinweis auf die Anwesenheit des Menschen ist ein beim Möhrenroden im Jahr 2007 gefundenes Steinbeil aus dem Neolithikum. Die ältesten Siedlungsspuren der Bönninghardt liegen am Westrand der heutigen Leucht, zum Teil auf dem Gebiet der Gemeinde Issum. Hier lagen nach Befund des Archäologen Rudolf Stampfuß Hügelgräber der Bronzezeit, Das dichteste Gräberfeld befand sich mit einer kleinen Ansiedlung direkt an der südlichen Seite des Strohwegs in einer Höhe von etwa 12 m bis 15 m über der Fleuthniederung. Wahrscheinlich war die Nähe des Wasserloches „Wascholl“ am heutigen Hof Saueressig ein Grund hier zur siedeln. Auf dem Gemeindegebiet von Issum sind die Grabhügel durch landwirtschaftliche Bebauung eingeebnet worden. Die wenigen heute noch vorhandenen Grabhügel sind durch Forstwirtschaft und zum Teil durch Verbuschung nur noch sehr schwer erkennbar.
Am 16. Oktober 1760 wurde die Leucht in den Aufzeichnungen des Siebenjährigen Kriegs über die Schlacht bei Kloster Kampen oder vom Kamper Dreieck erwähnt. Seinerzeit versuchten die preußischen Truppen über die Leucht die französischen Truppen zu umgehen, um ihnen in den Rücken fallen zu können.
1860 wurde die Leucht in Urkunden als Unterschlupf für den aus Alpen stammenden Wilhelm Brinkhoff genannt.
1936 wurde ein Feldflughafen der Luftwaffe im Gebiet der Bönninghardter Heide am nördlichen Rand der Leucht eröffnet. Er wurde gegen Ende des Krieges durch alliierte Truppen zerstört. Die Trümmerreste wurden von der hiesigen Bevölkerung zum Wiederaufbau verwendet.
Erst nach dem Zweiten Weltkrieg wurde die Leucht im südlichen Teil besiedelt. Im Bereich des Kopfbogens und an der Altfelder Straße wurden einige Nissenhütten für die einströmenden Flüchtlinge gebaut, die dann in Wohnhäuser umgebaut wurden (Ponnyhof am Kopfbogen in der Leucht).
1954 beschlagnahmte die Britische Armee als Besatzungsbehörde den nordwestlichen Teil der Leucht, um dort ein Munitionsdepot anzulegen. Die Grundstückseigentümer wurden aufgefordert, von einer weiteren Nutzung und Bewirtschaftung abzusehen. Protesten zum Trotz legten die Briten rund dreißig Lagerplätze (17 m × 17 m) für Munition an. Die meisten dieser Plätze lagen am Waldweg, Issumer Weg und am Bierweg, aber auch nördlich der Xantener Straße. Die ausgehobene Kiesgrube an der Kreuzung Waldweg/Strohweg diente als Sprengplatz. Wegen Brandgefahr mussten dabei ca. 15 Morgen Wald abgeholzt werden. Das gesamte Gelände war mit hohen Zäunen versehen und durch Wachen mit Hundestreifen gesichert. Der Feuerwachturm wurde von seinem alten Standort nahe dem Baerlagshof in den nordwestlichen Teil des Waldes versetzt. Im Herbst 1965 wurde das Depot aufgelöst und die Munition in das Depot Brüggen-Bracht transportiert. Die Sicherungseinrichtungen wurden beseitigt. Die Lage verschiedener Lagerplätze lässt sich heute noch erkennen, hier und da sind auch noch kleinere Einzäunungen und einige Fundamente von Stabsgebäuden übrig geblieben. Drei Feuerlöschbassins am Bierweg (Wanderweg A 8 und A 10), von denen zwei abgedeckt und eingezäunt sind, existieren heute noch.
Vom 18. auf den 19. Januar 2007 zerstörte der Orkan Kyrill große Teile der Leucht. Mit Windgeschwindigkeiten bis zu 225 Kilometer in der Stunde prallte der „Herrliche“ – so die griechische Übersetzung – in den Abendstunden des 18. Januars auf weite Teile der Wälder in und um Kamp-Lintfort herum. In der Sturmnacht legte „Kyrill“ in der Leucht 200.000 bis 300.000 Bäume um, das entsprach rund 50.000 Festmeter Holz. Der normale Jahreseinschlag lag bei 4500 Festmetern. 1200 Hektar groß war die Waldfläche der Leucht, 180 Hektar wurden komplett flachgelegt, darüber hinaus war der gesamte Wald durch Einzel- und Nesterwürfe geschädigt. Kyrill hatte an einigen Flächen den Baumbestand bis zu 75 Prozent zerstört.

## Sehenswürdigkeiten

### Naturschutzgebiete
- „Saures Veen“, westlich des Leichenweg zwischen Stappweg und Issumer Weg (kleines Moorgebiet entstanden nach Abzug Eiszeitlicher Gletscher. 1991 zum Naturschutzgebiet erklärt. Durch Bergbausenkungen ausgetrocknet, soll es in der Zukunft renaturiert werden. Die dort früher heimischen Amphibien sind abgestorben.)
- „Erlenbruchwald“, im Osten der Leucht am Stappweg (Im Kernbereich dieses NSG trifft man auf eine Lichtung, in der noch die Überreste eines alten Entwässerungssystems (Rabatten) erkennbar sind. In diesen Gräben findet man verschiedene Torfmoos-Arten. Mit Pflegemaßnahmen von Seiten des Naturschutzes soll verhindert werden, dass diese offene, feuchte Fläche von Bäumen besiedelt wird. Wird hier nicht regelmäßig der aufkommende Birken- und Faulbaum-Jungwuchs entfernt, verwandelt sich die Fläche mit der Zeit in Wald und verliert ihren feuchten Charakter.)
- „Birkenbruch“, östlich Xantener Straße, südlich Issumer Weg.

### Naturdenkmale
- Schwarznuss (ND 18, LP Alpen/Rheinberg) Rheinberger Str. 25 (Forsthaus) in Alpen (am nördlichen Ende des Leichenweg)
- Rotbuche (2.6.2 LP Kamp-Lintfort) am Leichenweg in der Nähe des Sauren Veen (Es handelt sich um eine 30 m hohe Rotbuche mit einem Stammumfang von 528 cm und einem Alter von ca. 260 Jahren. Als weiteres um zwei 30 m hohe Rotbuchen mit einem Stammumfang von 400 bzw. 430 cm und einem Alter von ca. 200 Jahren.)
- Stieleiche (2.6.6 LP Kamp-Lintfort) am Leichenweg zwischen Plaggenweg und Rennweg (Es handelt sich um eine 22 m hohe Stieleiche mit einem Stammumfang von 421 cm und einem Alter von ca. 260 Jahren.)
- Findling Granit (2.6.7 LP Kamp-Lintfort) Kreuzung Rennweg/Bierweg (Es handelt sich um einen ca. 110 cm langen, 180 cm breiten und 140 cm hohen schwedischen Granit mit einem Alter von mehr als 1 Mio. Jahren.)

### Kulturdenkmale

#### Hügelgräber
Am Westrand der Leucht liegen die Reste eines um 800 v. Chr. errichteten Hügelgräberfeldes der Niederrheinischen Grabhügelkultur mit ehemals bis zu 150 Grabhügeln, das weitgehend von der Landwirtschaft zerstört wurde. Mit etwas Mühe sind heute noch sechs von Wegen aus zu erkennen. Zwei am Waldrand östlich des Strohweges kurz vor dem nördlichen Ende der Leucht. drei weitere liegen am nördlichen Waldrand der Leucht an einem Pfad zwischen Rennweg und Bierweg. Das letzte am Ende des Bongersweg südwestlich gegenüber dem Galgenhügel.

#### Wallanlage
Auf der Ostseite der Leucht, wo der Stappweg in die Leucht hineinführt, befindet sich eine im jungen Wald kaum zu erkennende Wallanlage.

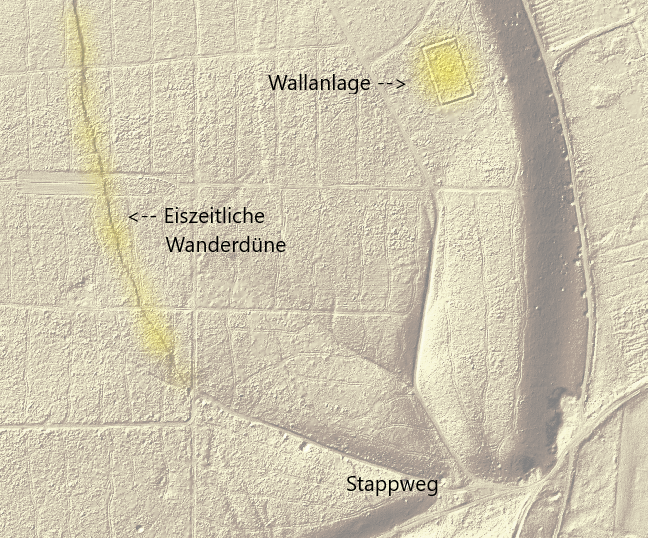
Wallanlage und Wanderdüne nördlich des Stappweges

Die Anlage liegt ein Stück nördlich des Stappweges auf der steil abfallenden Moränenflanke der Leucht. Hierbei handelte es sich vermutlich um einen Kontrollpunkt des Kurfürstentum Köln an der zeitweise hier verlaufenden Grenze zum nordwestlichen Teil des preußischen Herzogtum Kleve. Ein weiterer Hinweis auf den Grenzverlauf ist ein Landwehrgraben in der Nähe.

#### Landwehr
Geht man von Alpen aus kommend, der Verlängerung des Dahlackerweg folgend, den tieferliegenden Waldrand der Leucht entlang, ist hier sehr gut die Grenzbebauung einer Landwehr über mehrere hundert Metern zu erkennen. Eine weitere Landwehr mit gut erkennbaren Gräben und Wällen verläuft entlang des Stappweges.

### Weitere Sehenswürdigkeiten

#### Ehemalige Galgenstätte

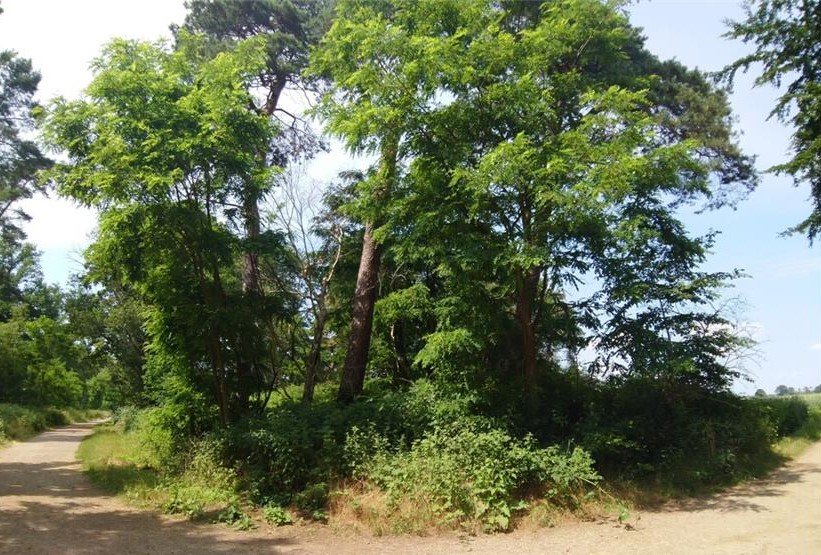
Galgenhügel der Rheinberger Gerichtsbarkeit am Bongersweg

Am nördlichen Rande der Leucht, am Übergang des Waldweges zum Bongersweg, liegt das Überbleibsel des Rheinberger Galgen, der bis zur Mitte des 18. Jahrhunderts von der Rheinberger Gerichtsbarkeit genutzt wurde. Eine weitere Richtstätte könnte sich auf dem kleinen Hügel gegenüber dem Wasserbassin am Bierweg / Plaggenweg befunden haben. Dieser Bereich der Leucht nennt sich Galgenbogen was auf diese Richtstätte hinweist. Ebenfalls die Lage wäre für einen Galgenhügel nicht auszuschließen, da der Plaggenweg direkt zu der Wallanlage (Grenzposten) am Stappweg führt.

#### Reste des Munitionslagers der britischen Armee
- Kiesgrube / Sprengplatz (Strohweg / Waldweg)
- Jugendzeltplatz Kamp-Lintfort (Waldweg – ehem. Eingang in das Munitionslager)
- Gut erhaltene Splitterboxen, Abstellplätze und Schutzwälle am Strohweg, Issumer Weg und Waldweg im nordwestlichen Bereich der Leucht.
- Löschteiche am Bierweg
- Nur noch eine Lichtung erinnert an den bis ins Jahr 2022 stehenden Feuerwachturm (Issumer Weg / Bongersweg), der wegen Baufälligkeit demontiert wurde.

#### Eiszeitliches Bachbett
Westlich der Kreuzung Issumer Weg/Bongersweg läuft ein ausgetrocknetes Bachtal durch den jungen Wald in dem Schmelzwasser des östlich der Leucht aufragenden Gletschers aus einem Gletschertor abfloss. In seinem Verlauf von Ost nach West schnitt sich der Bachlauf bis zu einer Tiefe von fast 5 m in die Endmoräne. Entlang des Pfades, der den Bereich vom Waldweg bis zum Strohweg quert, lässt sich das Talprofil noch erkennen.

#### Eiszeitliche Wanderdüne
Etwa 450 m östlich des Leichenweges senkt sich das Plateau der Leucht im Verlauf des Plaggenweges um rund 1,5 m ab. Diese mehrere hundert Meter in Nord-Süd-Richtung verlaufende Geländestufe ist eine durch von Westwinden aufgewirbelte Sande entstandene Wanderdüne, die nach dem Rückzug der Gletscher durch aufwachsende Pflanzen zum Stillstand gekommen ist. Vergleichbar hierzu entstanden zur gleichen Zeit im Tiefland größere Dünen wie z. B. Annaberg, Homberg, Budberg, Baerler Busch etc.